# Flaga stanowa Arizony

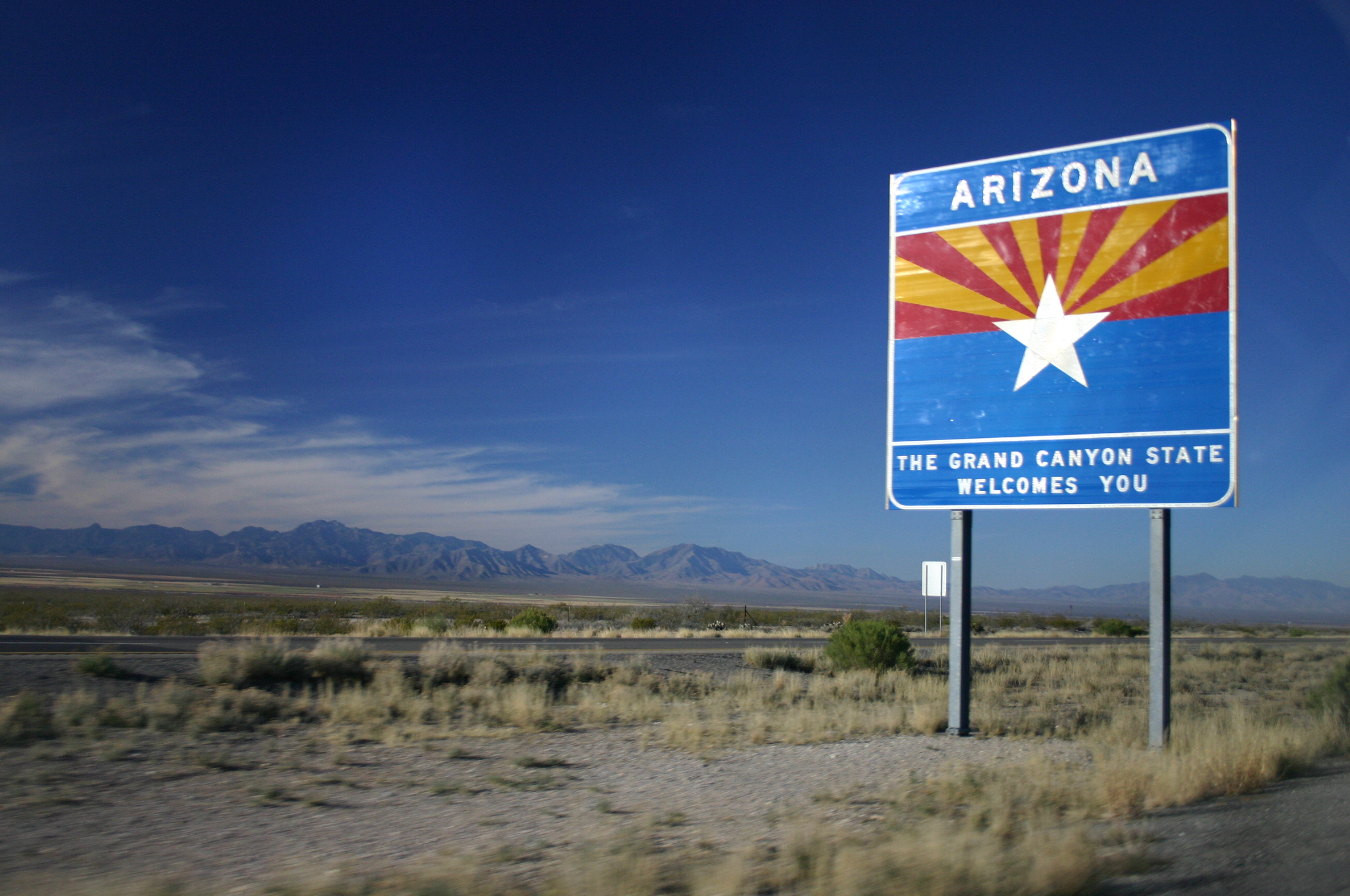
Stan Wielkiego Kanionu wita.

Flaga stanowa Arizony została ustanowiona 17 lutego 1917. Kolor niebieski pochodzi z flagi państwowej, przypomina o nadrzędności i opiecę rządu federalnego. Barwy czerwona i żółta symbolizują Hiszpanię, skąd na te tereny przybyli w 1540 roku pierwsi Europejczycy – konkwistadorzy pod wodzą Francisco Vasqueza de Coronado. Miedziana gwiazda jest symbolem Arizony, jej autonomii i bogactw mineralnych (głównie miedzi). Promienie ułożone są na zachodzące Słońce, by oznaczać położenie stanu na zachodzie USA.
Proporcje 2:3.